# Tresto
Tresto è una delle sei frazioni del comune di Ospedaletto Euganeo, nella quale sorge un santuario dedicato alla Beata Vergine del Tresto.

## L'origine del santuario
Secondo la tradizione, il 21 settembre 1468 la Vergine apparve a un barcaiolo di Ponso, Giovanni Zelo. Questi, quella sera, rincasava da Padova, ma in vicinanza di Este si era fermato per dormire nella sua barca; fu svegliato da una donna che gli rivelò di essere Maria, la Madre di Dio, lo invitò a non bestemmiare e gli chiese di far erigere in quel punto una chiesa.
L'uomo rispose che non sarebbe stato creduto, allora lei lo invitò a conficcare un coltello nel terreno. Quando lui lo fece, estrasse il coltello insanguinato. Tornò il giorno dopo con altri, alcuni provarono ed estrassero la lama bagnata di sangue, ma gli increduli non riuscivano più ad estrarlo. Allora si decise la costruzione del santuario. Accanto all'edificio si trova una fonte, ritenuta dispensatrice di guarigioni miracolose